# 昭統帝
黎愍帝（越南语：／；1765年—1793年）是越南後黎朝第二十五代皇帝和最後一代君主，1786年至1789年在位。本名黎維（越南语：／，一作黎思謙），即位後改名黎維祁（越南语：／）。
他是黎顯宗黎維祧之孫，皇太子黎維禕之子，即位後年號昭統，因此又被後世稱為黎昭統（越南语：／）。

## 即位以前

### 監獄中的童年
昭統帝原名黎維，是皇太子黎維禕與繼妃阮氏所生的兒子。根據《大越史記全書續編》的說法，昭統帝的父親黎維禕「天生豐姿秀麗、英睿夙成」，鄭主鄭楹甚是喜歡他，把女兒鄭氏玉潤嫁給了黎維禕，但鄭氏玉潤不幸早逝。而鄭森還是王世子的時候就十分嫉妒黎維禕的才能，後來又與黎維禕產生了矛盾，鄭森嗣立之後，在1769年誣陷黎維禕與先王鄭楹的宮人有染，將其逮捕入獄，廢為庶人。黎維和兩個弟弟黎維䄂、黎維祗也都被關押入獄。取代皇太子之位的是黎維禕的弟弟黎維。
但黎維禕的門客對此十分憤怒，陳仲林、阮有玟等十四人密謀將黎維禕劫出，並以皇太子的名義號召天下反對鄭主。密謀被范輝琔探知，范輝琔將此事告訴了鄭森。鄭森遂下令將黎維禕絞死，將陳仲林等十四人全部斬首於市。隨後脅迫黎顯宗廢止了黎維禕生母皇后陳氏的徽號。
此後黎維兄弟三人一直被當做故太子逆黨的親屬關押在獄中長達十三年之久。1782年，鄭主發生了內亂，三府軍殺死了鄭檊，擁立鄭棕為新的鄭主。三府軍攻入獄中，將黎維兄弟三人釋放並迎回內殿。在得知皇長孫回來的消息之後，後黎朝的大臣們紛紛上表，請求立皇長孫為嗣。鄭棕也同意讓黎維嗣位。於是黎顯宗廢黎維為崇讓公，讓黎維成為皇嗣孫，時年十七歲。

### 皇嗣孫期間的政局
在黎維為太子的時候，三府軍甚為驕橫，經常騷擾民居，鄭棕也難以制之。鄭棕的親信阮侃、楊匡、阮霑等密謀限制三府軍的行動，但被三府軍得知。1784年，三府軍發動叛亂，攻入鄭主之府，殺死了阮霑。由於楊匡是王太妃楊氏玉歡的弟弟，因此在太妃的再三懇求下方才免死。阮侃與弟弟阮條、碩郡公黃馮基相約起兵，但鄭棕被三府軍軟禁在府中，最終作罷。
當時由於三府軍的混亂，且北河又發生蝗災和饑荒，農民起義此起彼伏。北河地區的政局陷入動盪之中。
1786年西山軍首領阮岳得知北河大亂，派遣弟弟阮惠攻打順化。守將范吳俅沒有防備，大敗投降，副將黃廷體、阮仲璫陣亡。阮惠佔領順化之後，在阮有整的勸說下，以扶黎滅鄭為名義發兵北伐，攻入了昇龍。鄭棕在逃亡中被俘，自殺而死，鄭主覆滅。
在阮有整的建議下，阮惠決定讓黎顯宗親政。黎顯宗在萬壽殿會見了阮惠，讓阮惠坐在御椅左側原來鄭主坐的位置，接受百官的朝賀。黎顯宗又將第九公主黎氏玉昕嫁給了阮惠。

## 登基

### 被阮惠扶持繼位
就在與阮惠會面的第二天，黎顯宗就病逝了。關於黎顯宗的逝世，《大越史記全書續編》僅僅只是稱突然發疾病逝世，《清史稿·越南傳》則稱他是受到驚嚇而死的。黎氏玉昕非常討厭皇嗣孫黎維，不想讓他成為皇帝，因此一直在阮惠面前說壞話。阮惠心疑，決定推遲皇嗣孫的登基之禮。群臣驚駭，紛紛指責黎氏玉昕。黎氏玉昕害怕，只得請求阮惠擁立皇嗣孫為帝。於是皇嗣孫黎維改名黎維祁，在阮惠的扶持下繼位，是為黎昭統帝，改明年為昭統元年。
而阮岳得知阮惠乘勝攻入昇龍，恐其割據北河稱雄，也率軍來到了昇龍。黎昭統帝率百官出郊迎接，阮岳入據鄭主之府。但西山軍思鄉之心甚重，因此阮岳與阮惠都承認了昭統帝的帝位，一起率軍回到了南河。由於阮岳的女婿武文任非常厭惡阮有整的為人，因此故意不讓阮有整知道。阮有整得知西山軍撤退之後，西山軍已經走遠。由於阮有整原為鄭主麾下部將，鄭主的支持者視阮有整為叛逆，欲搜捕他。阮有整不得不離開昇龍，回到老家。

### 鄭主的復辟
西山軍撤退後，昭統帝意識到西山軍可能會成為後黎朝未來最大的威脅。而鄭主的統治雖然覆滅，但其勢力依然很大，因此急召鄭主的支持者前來保衛昇龍。於是各地紛紛起兵，北河又亂。其中鄭楹的次子瑞郡公鄭棣覬覦王位已久，在舊臣張洵和楊仲濟的支持下，從嘉林縣入據昇龍，自立為鄭主。昭統帝得知其自立，遣使前往責備，反被楊仲濟撕毀了詔書並加以辱駡。昭統帝大怒。
而與此同時，隱居於彰德縣的琨郡公鄭槰也上表，其言辭十分恭順。昭統帝大喜，令鄭槰入京勤王。於是鄭槰率鄉兵攻入昇龍，驅逐了鄭棣。昭統帝冊封鄭槰為節制水步諸營平章軍國重事琨國公，委以重任。但與先前鄭主不同的是，此時政事都是由昭統帝親自管理的。
璉忠侯丁錫壤也接到詔書，率軍兩萬來到昇龍，要求冊封鄭槰為王爵，同時承諾將大權奉還皇室。昭統帝同意了這個請求，冊封鄭槰為晏都王。但不久丁錫壤便聯合碩郡公黃馮基一起向昭統帝施壓，迫使昭統帝把大權交給了鄭槰。
這使昭統帝大為不滿，秘密召阮有整起兵勤王。阮有整矯詔，召集了數萬人攻入昇龍，驅逐了鄭槰，將鄭主之府焚毀。

### 阮有整的專權

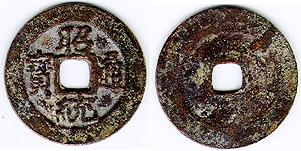
黎昭統帝所發行的「昭統通寶」

昭統元年（1787），追崇父親黎維禕為佑宗皇帝，尊母親阮氏玉素為皇太后。黎昭統帝對文教比較重視，他試圖恢復科舉，並開創了十科取士的制度，但未能施行。昭統帝又在阮有整的建議下大肆搜刮北河各地寺廟、道觀，熔毀其銅鐘鑄造「昭統通寶」。
阮有整驅逐了鄭槰之後，被昭統帝封為鵬忠公，加封平章軍國重事，委以重任。雖然鄭槰被驅逐，但鄭主的勢力並沒有被完全消滅，北河各地的將領依舊支持鄭主。丁錫壤奉鄭槰暫居於桂陽縣，阮有整不得不派大軍前往征討，但不能勝。鄭槰退往南真定，范廷僐傳檄各地要求討伐阮有整，並約昇龍的裴時潤為內應。但裴時潤被揭發而遭到殺害，阮有整隨即派部將黃曰選前往討伐鄭槰。鄭槰大敗，逃往安廣。楊仲濟、黃馮基也先後起兵討伐阮有整，但皆被打敗殺死。
在消滅鄭主殘餘勢力之後，阮有整的權勢越來越大。昭統帝開始猜忌阮有整，與內翰黎春治、吳爲貴等人密謀召阮有整入宮議事，欲趁機毒死阮有整，但被內翰武楨勸止。這被阮有整得知，由此，阮有整與昭統帝出现矛盾，從此以後不再上朝。同時大興土木修建自己的府邸，其權勢擬於鄭主。

## 兩度失國

### 阮惠的北伐、昭統帝的逃亡
阮有整的一系列行為都被阮惠得知。此前阮惠率軍南還的時候，留別將阮裔鎮守乂安。阮裔陰懷異志，與昇龍的阮有整互相勾結。阮有整認為乂安可圖，派遣陳功燦等出使富春，要求阮惠將乂安割讓給後黎朝。阮惠大怒，將陳功燦等人投入江中溺死。從此以後，阮惠認為阮有整是政治投機分子，深惡其為人。
此時阮惠得知阮有整在昇龍為所欲為，遣使要求阮有整回到富春。阮有整以北河境內不寧為由拒絕前往。於是阮惠派武文任前往征討，昭統帝命阮有整禦敵。武文任趁夜大破阮有整，阮有整逃回昇龍，挾持昭統帝以及太后、皇妃、宗室等人棄城逃往京北镇。昭統帝命皇弟黎維桄及侍臣黎侗、宗室三十余人，護送太后前往高平。自己則逃往安勇，只有文臣五六人追隨其後。
十二月初一日，武文任率軍攻陷昇龍城，遣部將阮文和追擊阮有整，於三層山陣斬阮有整之子阮攸，擒獲阮有整，押回昇龍城處決。
武文任在昇龍擁立黎維為監國，而昭統帝則逃到了至靈縣，被阮有整的舊將黃曰選迎到了真定，以張登揆家為行在，圖謀恢復。但不久黃曰選戰敗被殺，昭統帝輾轉逃到了京北的諒江府糾集遺臣反抗，皇太后阮氏玉素則逃到了高平的奧隘，遣使向清朝求救。

### 清朝出兵助其復位

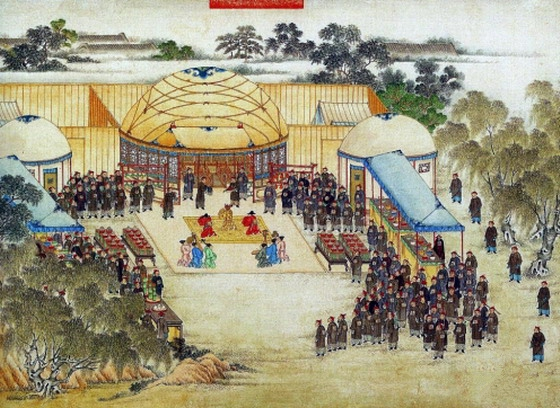
黎昭統帝在孫士毅的軍營接受清朝冊封

與此同時，武文任圖謀割據昇龍自立，被阮惠發兵襲殺，以吳文楚代領其眾。而後黎朝求救的書信到達了南寧，清朝的兩廣總督孫士毅、巡撫孫永清奏聞乾隆帝。乾隆帝派孫士毅出兵安南，試圖恢復後黎朝。
清朝大軍入侵的消息傳至安南，西山軍大為驚駭，紛紛潰散。昭統帝在糾集山南人馬，皇弟黎維䄂也在宣光、興化一帶糾集遺臣，協助清軍。消息傳到昇龍之後，西山軍的將領吳文楚知昇龍難以防禦，拋棄了昇龍城，退往三疊山（位於寧平省和清化省交界處）。
孫士毅率清軍進入昇龍，黎昭統帝也前來參謁。孫士毅在軍營中宣讀了乾隆帝的詔書，將事先準備好的璽授頒發給昭統帝，冊封其為安南國王。
黎昭統帝復國之後，一切行動都受到了孫士毅的制約。昭統帝名義上是安南國王，實際上權力全部掌握在孫士毅手中。而由於有孫士毅在，黎昭統帝發佈詔書的時候都不敢使用後黎朝的昭統年號，而是使用清朝的乾隆年號。黎昭統帝每天都要到孫士毅的軍營裡參謁，候聽軍國機務。其出行時沒有儀仗隊，只有文臣武將十餘人跟隨，昇龍的百姓幾乎都不知道出行的是皇帝；偶爾有知道的人都私下談論，認為安南從來沒有出現過如此卑屈的皇帝。有時候孫士毅不予接見，只是簡單地讓傳令兵通報沒有事務，讓昭統帝回去休息。後黎朝的遺臣們都很失望，但無可奈何。
群臣奏請處罰曾經投靠西山軍的官員，昭統帝將這些官員或被關押入獄或被免職。昭統帝剛剛復位，不少安南人前來投奔。但昭統帝將所有事務都給孫士毅管理，孫士毅反斥責這些人急功近利。清軍自恃有功，看不起軍中的安南人，甚至加以羞辱。而且黎昭統帝對群臣進行封賞時，只提拔了跟隨自己流亡的人，對其他有功的大臣則不予重用。這又令遺臣們離心離德。而昭統帝生性心胸狹隘。有宗室之女嫁給西山朝將領而懷孕，昭統帝令人剖腹殺其子；又砍去三名皇叔的腳投於宮市示眾，使得人心惶惶。皇太后阮氏玉素自高平回京，見其作為，憤而拒不入宮。後經阮輝宿的勸解，方才入宮居住。

### 再次失國，流亡清朝
孫士毅自從攻佔昇龍之後，日夜飲酒作樂，不以為備。與此同時，阮惠率西山軍北上，在乂安進行充分休整之後，在除夕和春節期間對清軍發動總攻。清軍毫無防備，大敗，孫士毅率殘部逃回清朝境內。黎昭統帝也令人接皇太后阮氏玉素和自己的元子黎維詮，從鎮南關逃入清朝境內，被安置在南寧。後黎朝遺臣黎維𥙔、丁迓衡、丁令胤等人也陸陸續續逃到南寧跟隨。皇弟黎維祗保護皇妃阮氏金準備投奔清朝，但道路不通，於是在宣光糾集遺臣反抗西山軍，黎維祗兵敗被俘殺。阮氏金則流落民間。
孫士毅戰敗的消息傳到了京師，乾隆帝大怒，罷免了孫士毅兩廣總督之職，以福康安代之；同時徵孫士毅到京師待罪。乾隆帝命福康安提督九省兵馬，準備再次征討安南；但福康安知西山軍強大，按兵不動。阮惠遂以金錢賄賂福康安、和珅，卑辭求和。乾隆帝接受了罷兵的建議，要求阮惠入朝。於是阮惠派遣部將假冒自己，前往京師朝見。乾隆帝大喜，冊封之為安南國王。而對於兩次失去皇位的黎昭統帝，乾隆帝認為上天已經將後黎朝拋棄，不再支持他。
福康安擺下酒宴招待黎昭統帝，聲稱安南酷熱，時值盛夏，不宜出征；待秋季到來之時便立即發兵討伐西山朝，希望後黎朝遺臣成為先驅。同時建議昭統帝「暫時地」剃髮易服，以免在征討西山朝時被阮惠的部眾發現而遭暗殺。昭統帝同意了，率先剃髮易服；後黎朝遺臣見國君如此，也紛紛剃髮易服。事實上福康安此舉是為了討好乾隆帝，他根本就沒有出兵安南的計劃。黎（一作「黎侗」）不從，被關押在南寧。
在誘騙黎昭統帝一行剃髮易服之後，福康安上奏乾隆帝，聲稱昭統帝已經斷絕了復國之念，願意安居中國。乾隆帝接到奏章之後，下令將昭統帝一行遷到京師居住。

## 清朝的流亡生活
1790年，黎昭統帝一行到達京師，乾隆帝將他們编入镶黄旗汉軍中。乾隆帝將昭統帝和皇太后阮氏玉素、元子黎維詮安置於京師安定門國子監衙側，號「西安南營」；後黎朝的遺臣則被安置在東直門羊鋪（位於今東羊管衚衕與原民安衚衕交界處）衙側，號「東安南營」。照給口糧，許其往來自便。乾隆帝又派遣鑲黃旗都統金簡前去，授予黎昭統帝佐領職、世襲三品官銜。但昭統帝復國的願望依然不滅，多次前往金簡的府邸，上書請求清廷發兵討伐西山朝。但這些書信都被和珅指使金簡攔截，不讓乾隆帝知道；另一方面則找各種理由一再推脫以搪塞黎昭統帝。昭統帝大為失望，最後率遺臣們冒死上表，要求清朝出兵攻下宣光、興化一帶，以該地奉後黎朝之祀，如明廷對待莫朝子孫故事；若清廷不能答應，便率遺臣冒死渡海逃往嘉定，投奔據守該地區的阮福映。和珅等人害怕之前剃髮易服的真相被乾隆帝知曉，奏稱這非黎昭統帝本意，而是後黎朝遺臣們在作祟，並建議將後黎朝遺臣流放到各地去。於是乾隆帝下令扣留了後黎朝的眾多遺臣，送往新疆、黑龍江、吉林、熱河、奉天等地安置。昭統帝身邊只有范廷僐和丁迓衡兩位文臣伺候，不得不取消了這個計劃，繼續寓居京師。
1792年，昭統帝的元子黎維詮因染天花而去世。不久昭統帝本人也因哀痛病倒，由於黎輝旺侍奉有勞，昭統帝遂將黎輝旺收為義子，改名維康，以為嗣子。次年黎昭統帝亦去世，享年28歲。清廷將其以公爵的禮儀葬於京師東直門外廣陵，命黎維康襲其佐領職。1799年，皇太后阮氏玉素也在西安南營中病逝。
1798年，舊阮勢力日漸強大，阮福映派遣兵部右參知吳仁靜前往廣東，探尋黎昭統帝的消息，欲迎其歸國復位。吳仁靜得知黎昭統帝已在京師逝世後，便返回安南。1802年，阮福映滅亡西山朝，在順化建立阮朝，遣使請封。後黎朝遺臣便上表奏請返回安南，得到清嘉慶帝的准許。按照昭統帝的遺願，後黎朝遺臣們在1804年將黎昭統帝、皇太后阮氏玉素、元子黎維詮，以及忠臣阮曰肇、阮文涓的遺骸一起送回安南。根據越南的一些傳說，在後黎朝遺臣打開黎昭統帝的棺材時，發現屍體早已只剩枯骨，唯獨一顆殷紅的心臟依舊未腐爛。昭統帝的皇妃阮氏金得知後前來弔唁，仰藥自盡殉死。他們的遺體都被附葬於盤石陵（黎顯宗之陵）。
昭統帝死後，後黎朝遺臣私諡為誼皇帝，又因為出奔離國，被稱為出帝。建福元年（1884年），阮朝朝廷遵奉嗣德帝的旨意，追諡他為愍皇帝（越南语：／）。

## 後世評價
- 越南歷史學家陳仲金在其著作《越南史略》中認為，阮惠推翻鄭主之後，北河的大權完全歸黎昭統帝掌握，是重建後黎朝自立大業的少有良機。但由於昭統帝的優柔寡斷而且當時北河朝廷中缺乏人才，導致了後來北河又亂，最後後黎朝覆滅。[27]
- 《皇黎一統志》認為黎昭統帝有帝王之相，但缺少帝王所應具備的素質。但年少氣盛，缺乏政治經驗，不善用人，最終導致其失敗。
- 由於黎昭統帝試圖通過藉助清朝的力量奪回皇位，因此越共學者對他的評價非常差，說他是「腐敗無能的兒皇帝」，「對於敵軍他卑躬屈膝到無恥下流的地步，對於國內人民則極為殘忍野蠻。」[28]

## 家庭
- 父：黎維禕
- 母：愍太后阮氏玉素[1][2]
- 妻妾：
  - 皇后：阮氏玉端[1][2]
  - 王妃：阮氏金
- 兄弟
  - 䄂郡公黎維䄂
  - 瓓郡公黎維祗

- 子女
  - 黎維詮[1][2]（《大越史記全書續編》稱之為「元子」）
  - 黎維康（養子，本名黎輝旺）